# The Kennel Murder Case
The Kennel Murder Case is een Amerikaanse dramafilm uit 1933 onder regie van Michael Curtiz. 

## Verhaal
Philo Vance ontdekt een wel erg verdachte zelfmoord. Al gauw blijkt dat de dode veel vijanden had. Het onderzoek van Vance leidt naar een hondententoonstelling.

## Rolverdeling
| Acteur           | Personage         |
| ---------------- | ----------------- |
| William Powell   | Philo Vance       |
| Mary Astor       | Hilda Lake        |
| Eugene Pallette  | Rechercheur Heath |
| Ralph Morgan     | Raymond Wrede     |
| Robert McWade    | Markham           |
| Robert Barrat    | Archer Coe        |
| Frank Conroy     | Brisbane Coe      |
| Etienne Girardot | Dr. Doremus       |
| James Lee        | Liang             |
| Paul Cavanagh    | Thomas MacDonald  |
| Arthur Hohl      | Gamble            |
| Helen Vinson     | Doris Delafield   |
| Jack La Rue      | Eduardo Grassi    |